# Miquel dels Sants Salarich i Torrents
Miquel dels Sants Salarich i Torrents (Vic, Osona, 28 d'octubre de 1904 - Barcelona, Barcelonès, 10 de desembre de 1996) va ser un metge, escriptor, poeta, historiador, bibliotecari i bibliòfil català.

## Trajectòria
Nascut en el si d'una família amb una àmplia dedicació a les ciències mèdiques, nissaga que encetà el seu avi Joaquim Salarich i Verdaguer, cosí germà de Jacint Verdaguer i mentor dels seus primers passos, que continuà el seu pare Josep Salarich i Giménez que fou un dels fundadors de l'Esbart de Vic, i el seu germà, Joaquim Salarich i Torrents, acadèmic de la Reial Acadèmia de Medicina de Catalunya, Miquel dels Sants Salarich seguí també les passes familiars i fou també metge, cap de la Secció d'obstetrícia i ginecologia de la Clínica Maternal, continuador d'una nissaga mèdica que a més del conreu professional destacà pel seu nivell literari i humanístic. Així, ell també fou un poeta, historiador, bibliòfil i membre actiu de moltes Associacions culturals.
Estudia la carrera de medicina a la Universitat de Barcelona, llicenciant-se l'any 1928. Entra a formar part del Servei de Tocologia de l'Institut de Santa Madrona i posteriorment, també com a metge tocòleg, a l'Hospital de la Santa Creu de Vic, centres en els quals manté tota la seva vida activitat professional. A més, exercí com a professor de classes pràctiques d'Histologia i Anatomia patològica a la facultat de Medicina. Sobre aquesta especialitat, publica diferents treballs, alguns en col·laboració amb el seu mestre Santiago Dexeus i Font.
Més enllà del seu vessant com a metge, destacà també per la seva activitat cultural i literària a Vic, la seva vila natal. Fou fundador del Patronat d'Estudis Osonencs i cap de la secció de literatura (1952-1967) president (1967-1982) i president d'Honor (1982-1996), i vocal de la Junta de Govern del Museu Episcopal de Vic. També fou bibliotecari de l'Ateneu Barcelonès, i en l'Associació de Bibliòfils.
Va obtenir diferents premis en els Jocs Florals de la plaça de la Llana, en els de Blanes, en els d'Argentona, i en els de l'Àngel Custodi. Autor de diferents obres de poesia i de temes històrics en especial allò que fa referència a la Renaixença vigatana. La seva bibliografia està formada per més de dues-centes-setanta publicacions.
L'any 1994, en el seu norantè aniversari, la revista Ausa, publicació habitual del Patronat d'Estudis Osonencs on Salarich i Torrents havia editat la majoria dels seus treballs gairebé de manera ininterrompuda durant més de quaranta anys, decidí retre-li un homenatge encetant un dels números amb la publicació d'una molt completa Biobibliografia de Miquel S. Salarich i Torrents.

## Publicacions[2]

### Poemes
- Els meus racons de Vic (1947)
- La finestra oberta (1954)
- Llaors i ofrenes (1956)
- Poemes de tarda (1964)
- Secrets (1970)

### Monografies
- Història del Círcol Literari de Vic (1962)
- Les societats recreatives vigatanes del vuit-cents (1973).